# Trichotria zanclum
Trichotria zanclum är en hjuldjursart som beskrevs av Berzinš 1982. Trichotria zanclum ingår i släktet Trichotria och familjen Trichotriidae. Inga underarter finns listade i Catalogue of Life.